# جيلبرت ووكر
جيلبرت ووكر (بالإنجليزية: Gilbert Walker)‏ (و. 1868 – 1958 م) هو فيزيائي، وعالم إحصاء، وعالم أرصاد جوية، وأستاذ جامعي من المملكة المتحدة . وكان عضواً في الجمعية الملكية .
توفي في سري، عن عمر يناهز 90 عاماً.

## التعليم
تعلم في كلية الثالوث، كامبريدج، وإمبريال كوليدج لندن

## مناصب وهيئات
أدار كلية لندن الإمبراطورية.

## جوائز
حصل على جوائز منها:
- زمالة الجمعية الملكية.